# Sophie Karbjinski
Sophie Karbjinski (Berlino, 10 settembre 1995) è un'attrice tedesca.

## Biografia
Sophie ha mosso i suoi primi passi nel mondo della recitazione attraverso telefilm e lungometraggi. Ha raggiunto notorietà grazie al suo ruolo in Cyber Girls, dove ha interpretato il ruolo di Emma Schübert, una ragazzina tedesca che ama ballare con Marny Kennedy (Ally Henson) Charlotte Nicdao (Jackie Lee) e Jannik Schümann (Nicolas).
Oltre alla recitazione, Sophie ama cantare e suona anche il pianoforte e la chitarra. 
A 6 anni, ha cantato come soprano nel coro di bambini della Staatsoper Unter den Linden a Berlino. Karbjinski ha anche ricevuto una grande formazione di danza, canto e recitazione presso la Friedrichstadt Palast. Inoltre, ha ricevuto una grande formazione artistico/professionale in canto, recitazione e ballo presso il Friedrichstadt-Palast. Sempre all' età di 6 anni, è salita nell'ensemble, dove ha dimostrato, in pochi anni di allenamento nell'accademia, un grande talento per la danza e successivamente, iniziò a studiare danza jazz. Nel frattempo, in lei è nata la coscienza di voler diventare sia una ballerina sia un'attrice, così si è unita al gruppo e ha ricevuto lezioni di improvvisazione, lezioni di canto e di formazione vocale. Perciò, più tardi ha seguito anche lezioni di recitazione da un insegnante della Scuola di Arte Drammatica "Ernst Busch" di Berlino. Infine, ha lasciato l'ensemble nel 2008 per volare in Australia e a Singapore per concentrarsi sulle riprese di Cyber Girls, serie tv del 2010.
Da diverso tempo ha abbandonato il suo percorso di recitazione per concentrarsi sull'insegnamento di yoga e meditazione grazie anche all'ausilio di mantra.

## Filmografia

### Cinema
- Wie Feuer und Flamme, regia di Connie Walter (2001)
- Ninas Geschichte, regia di Joseph Orr (2002)

### Televisione
- Die Nacht, in der ganz ehrlich überhaupt niemand Sex hatte, regia di Christoph Schrewe - film TV (2002)
- Lolle (Berlin, Berlin) – serie TV, episodi 1x19-1x20 (2002)
- Die Schönste aus Bitterfeld, regia di Matthias Tiefenbacher - film TV (2003)
- Sophie – serie TV (2004)
- Anja & Anton – serie TV, episodio 10x05 (2008)
- Löwenzahn – serie TV, 2 episodi (2006-2009)
- Cyber Girls (A Gurls Wurld) – serie TV, 26 episodi (2010-2011)

## Doppiatori italiani
Nelle versioni in italiano delle opere in cui ha recitato, è stata doppiata da:
- Giulia Tarquini in Cyber Girls.